# Fadno

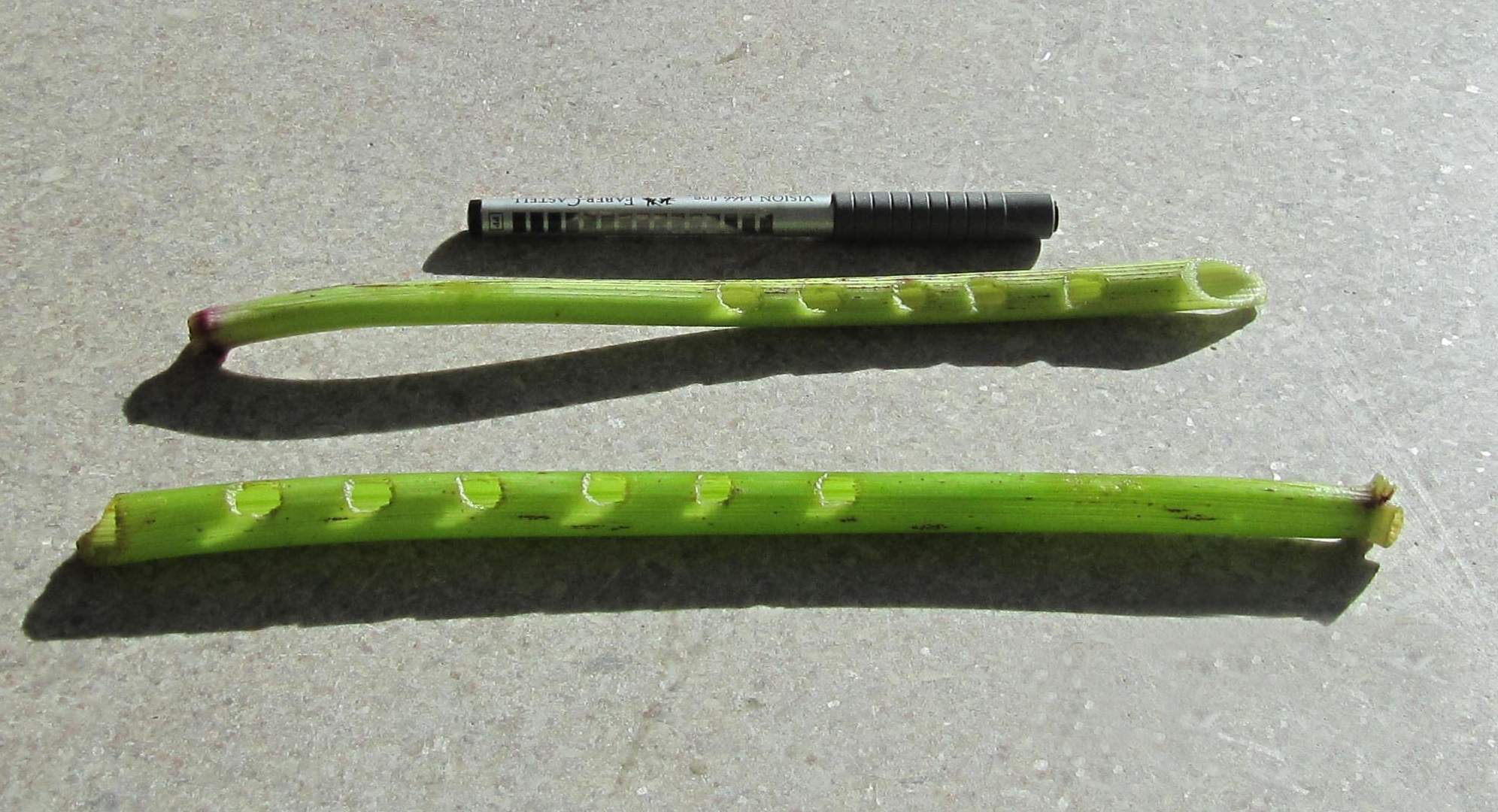
Zwei fadnos

Das Fádnu (nordsamisch) in älterer nordsamischer Rechtschreibung fadno ist ein einfaches Rohrblattinstrument, das aus einem grünen Stängel der Arznei-Engelwurz (Angelica archangelica) herausgeschnitten wird und in der traditionellen Musik der Samen das einzige Melodieinstrument darstellte. Seine Lebensdauer beträgt wenige Tage.

## Name
International ist das Instrument v. a. in der älteren nordsamischen Schreibung als Fadno bekannt geworden, in der die Forschung dieses Fremdwort beschrieben hat. Die heutige nordsamische Schreibung ist fádnu, und etymologisch entsprechende Namen sind in mehreren anderen samischen Sprachen dokumentiert. Der Name für das Instrument ist identisch mit dem Wort für den einjährigen Wald-Engelwurz (Angelica sylvestris, ohne Blütenstängel). Die sprachgeschichtliche Forschung seit Qvigstad ist sich einig, dass es sich um, ein nordgermanisches Lehnwort im Ursamischen handelt, das mit den lautgesetzlich übereinstimmenden Namen für die Pflanze, d. h. schwedisch kvanne und norwegisch kvann (aus altnordisch hvǫnn), verwandt ist. Die zweijährige Pflanze heißt auf Nordsamisch boska, das aus einer älteren uralischen Sprachstufe ins Samische vererbt wurde. Trockene Stängel der Arznei-Engelwurz heißen auf Nordsamisch rássi (dt. Gras, Gewürz, Blume), wie Carl von Linné 1732 mitteilte.
Die Entlehnung eines neuen Namens für das Engelwurz steht wahrscheinlich im Zusammenhang mit der Verarbeitung von Milch zu Käse, welche die Samen ebenfalls von ihren Nachbarn übernommen haben. In Nordskandinavien, Island und einigen entlegenen Regionen von Nordasien liefert das Mark der Stängel einen Vitamin-C-haltigen Nahrungsbestandteil.

## Bauform
Arznei-Engelwurz ist eine krautige Pflanze mit aufrecht stehenden Stängeln, die in Lappland auf Wiesen an Flussufern oder bei Quellen in den Bergen nahe der Baumgrenze wächst. Ihre Wurzeln und Samen werden in Mittel- und Nordeuropa – auch bei den Samen – als Volksmedizin eingenommen. Die Samen verwendeten früher (und gelegentlich noch heute) außerdem Arznei-Engelwurz neben anderen wild wachsenden Pflanzen zur Gerinnung von Rentiermilch. Für das Blasinstrument schneiden sie einen 15 bis 30 Zentimeter langen Abschnitt aus dem markhaltigen, annähernd geraden Stängel heraus und kerben eine Reihe von drei bis sechs Fingerlöchern ein. Das untere Ende bleibt offen. Das obere Ende wird an einem Knoten, der in Verzweigungen übergeht, abgeschnitten. Da entgegen der Wuchsrichtung geblasen wird, ist der Durchmesser der konischen Röhre an der Mündung etwas größer. Die Anblasöffnung ist ein zwei bis drei Zentimeter langer Längsschnitt, der ab dem Knoten in der Mitte des Stängels angebracht wird. Dadurch entsteht ein idioglottes (aus demselben Material bestehendes) Rohrblatt. Der Schlitz ist mit bloßem Auge kaum zu sehen; die elastischen seitlichen Kanten geben erst dann eine Öffnung frei, wenn der Spieler hineinbläst und schwingen sofort wieder zurück. Die periodischen Vibrationen der Schlitzkanten versetzen die Luft in der Röhre in Schwingungen. Im Englischen werden solche Längsschnitte am oberen Ende, die eine stehende Welle im Innern eines Grashalms oder eines Pflanzenstängels erzeugen, dilating reeds („erweiterndes Rohr“) genannt. Curt Sachs bezeichnete in Geist und Werden der Musikinstrumente (1929) solche Blasinstrumente als „Geborstenes Rohr“ und „Blas-Spaltrohr“ und ordnete sie in seiner geografisch-kulturellen Klassifikation der „melanesisch-südamerikanischen“ und „indonesisch-melanesischen“ Schicht zu. Dort stehen sie jedoch fälschlich bei den „Flöten“. Nach einer Erweiterung der Hornbostel-Sachs-Systematik von 2011 durch das MIMO-Projekt wird den dilating reeds innerhalb der Kategorie der eigentlichen Blasinstrumente die Untergruppe (422.4) zugeordnet, während für eine andere, neu klassifizierte Art der Tonerzeugung eine eigene Gruppe (424), Membranopipes, geschaffen wurde. Beiden gemeinsam sind tonerzeugende Lamellen bzw. Membranen, die im Ruhezustand einen Luftdurchlass verschließen.
Der Klang der fadno ist weich und der Tonumfang entspricht dem mittleren Bereich einer Klarinette. Die Tonintervalle der einzelnen Exemplare sind unterschiedlich, denn sie lassen sich bei einem so einfachen und mit wenig Sorgfalt hergestellten Blasinstrument nicht genau vorherbestimmen.

## Forschung zur Funktion und Verbreitung
Das fadno wurde erstmals 1913 von der dänischen Ethnographin Emilie Demant-Hatt erwähnt, die von einer „Flöte“ sprach.
1942 beschrieb es der schwedische Volksmusikforscher Karl Tirén, der 1909 bis 1916 im äußersten Norden Europas unterwegs war (Die lappische Volksmusik: Aufzeichnungen von Juoikos Melodien bei den schwedischen Lappen), ohne jedoch über die Art der Schallerzeugung eine klare Angabe zu machen. Der einzige monografische Beitrag zum fadno stammt von Ernst Emsheimer 1947, der seine Untersuchung auf vier für ihn angefertigte Exemplare stützt.
Nach Emsheimer könnte das Instrument entweder aus der älteren samischen Kultur stammen oder eine spätere Übernahme von den Nachbarn sein. Die traditionelle Musik der Samen wird juoi’gat oder juoigos (bekannt als Joik) genannt und besteht allgemein aus einer unbegleiteten, zu einem bestimmten Anlass gesungenen Gesangsstimme mit oder ohne Text. Der Sologesang ist die einzige eigene Musikform der Samen. Die Schamanentrommel diente dem Schamanen früher als Begleitung seines Gesangs und seiner Tanzbewegungen, um einen Zustand der Trance zu erreichen. Tänze und Instrumentalmusik gab es ansonsten nicht. Außer den Schamanentrommeln kamen bei den Ritualen gelegentlich noch Rasseln oder Schwirrgeräte perkussiv zum Einsatz. Von den Finnen haben die Samen später die Kastenzither kantele und eine Maultrommel übernommen sowie von den Schweden Eintonflöten und die Naturtrompete näverlur aus Birkenrinde.
Außerhalb der Region wurde (in den 1960er Jahren) von einem ähnlichen Blasinstrument mit einer durch einen Längsschlitz erzeugten Tonbildung in der türkischen Provinz Ostthrakien berichtet, das baldıran düdüğü („Wasserfenchel-Pfeife“, düdüğü von duduk) genannt wird und als Kinderspielzeug dient. Es besteht aus einem grünen, im Mai oder Anfang Juni aus einem Stängel von Wasserfenchel (Oenanthe L.) oder Gefleckter Schierling (Conium maculatum L.) herausgetrennten Abschnitt mit einem Internodium an einem Ende und einem offenen, vor dem Internodium abgeschnittenen Ende. Der zwei Zentimeter lange Längsschnitt wird einen Zentimeter vom Internodium entfernt mit einer Messerspitze eingestochen. Manche dieser seltenen und kurzlebigen Pfeifen besitzen ein Fingerloch. Während Ernst Emsheimer das fadno den Einfachrohrblattinstrumenten zuordnet, kategorisiert Laurence Picken die türkische Entsprechung unter die Instrumente mit Gegenschlagzunge, schließt jedoch eine Zuordnung zu den Doppelrohrblattinstrumenten mit zylindrischer Bohrung nicht grundsätzlich aus.